# جيرزي براون
جيرزي براون (بالبولندية: Jerzy Walerian Braun)‏ هو مجدف بولندي، ولد في 13 أبريل 1911 في بيدغوشتش في بولندا، وتوفي في 8 مارس 1968 في كرولي في المملكة المتحدة.

## وصلات خارجية
- جيرزي براون على موقع الاتحاد الدولي للتجديف (الإنجليزية)
- جيرزي براون على موقع اللجنة الأولمبية الدولية (الإنجليزية)
- جيرزي براون على موقع أوليمبيديا (الإنجليزية)
- جيرزي براون على موقع اللجنة الأولمبية البولندية (مؤرشف) (البولندية)